# ويندوز إرو
ويندوز إرو (بالإنجليزية: Windows Aero)‏ هو واجهة المستخدم الرسومية والشكل الأساسي لنظام التشغيل ويندوز فيستا والذي أصدرته مايكروسوفت في نوفمبر 2006. وقد صار متاحاً أيضاً لخادوم ويندوز 2008 الذي صُدر في 27 فبراير عام 2008. يأتي اسم إرو Aero من الأحرف الأولي لكلمات جُمل Authentic, Energetic, Reflective and Open والتي تعني أصلي ومليء بالطاقة وانعكاسي ومفتوح. صُممت واجهة إرو لتكون أنقي وأكثر قوة وكفاءة وإبهاجاً من الواجهة التي تسبقها لونا وهي المستخدمة في ويندوز إكس بي، وهي تحتوي على خصائص جديدة مثل الشفافيات والصور المصغرة الحية والأيقونات الحية بالإضافة إلى التحريك والألوان المحببة للعين.